# Morris Engel
Morris Engel (Brooklyn, 8 de abril de 1918 - Nueva York, 5 de marzo de 2005) fue un fotógrafo, director de fotografía y cineasta estadounidense. Realizó la primera película estadounidense "independiente" de los estudios de Hollywood,Little Fugitive (1953), en colaboración con su esposa, la fotógrafa Ruth Orkin, y su amigo, el escritor Raymond Abrashkin .
Engel fue un pionero en el uso de cámaras de mano y en la intervención de actores no profesionales en las películas estadounidenses, siguiendo el ejemplo del neorrealismo italiano. Sus películas influyeron en destacados cineastas independientes y de la Nueva Ola francesa . 

## Carrera
Morris Engel nació en Brooklyn en 1918. Después de incorporarse a la Photo League en 1936, realizó su primera exposición en 1939, en la New School for Social Research .  Trabajó brevemente como fotógrafo para el periódico PM  antes de unirse a la Marina de los Estados Unidos como fotógrafo de guerra de 1941 a 1946 en la Segunda Guerra Mundial .  Después del armisticio, regresó a Nueva York, donde nuevamente fue miembro activo de Photo League, impartiendo clases y formando parte de un grupo centrado en cuestiones laborales.  También trabajó como fotoperiodista para Fortune, Collier's, McCalls y otros. 
En 1939, su amigo Paul Strand le pidió que filmara algunas escenas para su película Native Land utilizando la cámara Bell and Howell Eyemo de 35 mm con rollos de 100 pies que podían filmar un minuto de película. Pero Strand puso esta cámara diseñada para sostenerse en la mano sobre un pesado trípode de madera. 
Durante la guerra fue fotógrafo de foto fija, y estaba familiarizado con una cámara portátil de 35 mm alimentada por batería desarrollada durante la guerra para fotografía de combate, la Cunningham Combat Camera. Estaba montada en una culata de rifle, sujeta firmemente al pecho del fotógrafo mediante y se apuntaba mediante un visor montado en la parte superior. Con un cargador de sesenta pies, podría funcionar durante dos minutos. 
Después de la guerra, Engel y un ingeniero que conoció en el ejército, Charles Woodruff, modificaron la cámara Cunningham para fines civiles. Utilizaba cargadores intercambiables de 35 mm y 200 pies.  Al igual que la Rolleiflex, el visor se miraba desde arriba. Sostenida contra la cintura, en lugar de frente a la cara, la cámara era más estable y menos llamativa que la Eyemo. "Con un simple soporte en el cinturón del hombro", dijo Engel, "estaba armado con una cámara que se convirtió en el corazón del enfoque estético y móvil de la película El pequeño fugitivo.  
En 1950, Engel intentó vender sin éxito a los distribuidores una imitación de March of Time llamada How America Lives filmada con su nueva cámara. 

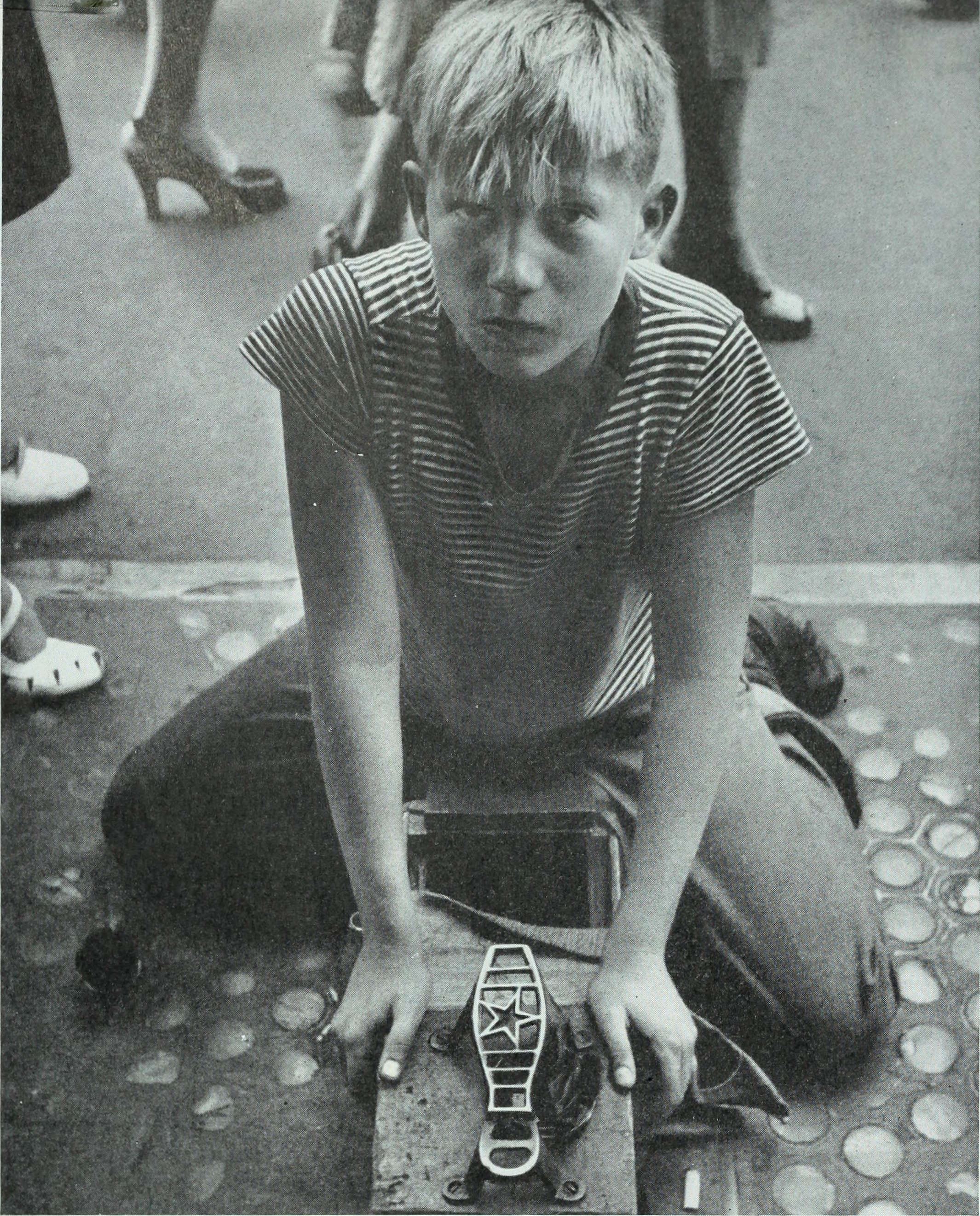
Limpiabotas.

Como no logró vender cortometrajes, decidió hacer un largometraje. En 1953, Engel, junto con su novia, la también fotógrafa Ruth Orkin, y su antiguo colega en PM, Raymond Abrashkin, hicieron el largometraje Little Fugitive por 80.000 dólares, rodaron la película en Coney Island con una cámara portátil de 35 milímetros de diseño propio. Esta cámara era compacta y liviana, por lo que permitiría disparar discretamente en público. El sonido fue doblado más tarde. La película, una de las primeras " películas independientes " estadounidenses de éxito, les valió una nominación al Premio de la Academia a la mejor escritura, historia cinematográfica y un León de Plata en el Festival de Cine de Venecia . Cuenta la historia de un niño de siete años, interpretado por Richie Andrusco, que se escapa de casa y pasa el día en Coney Island. Andrusco no volvió a aparecer en otra película y los demás actores eran en su mayoría no profesionales.

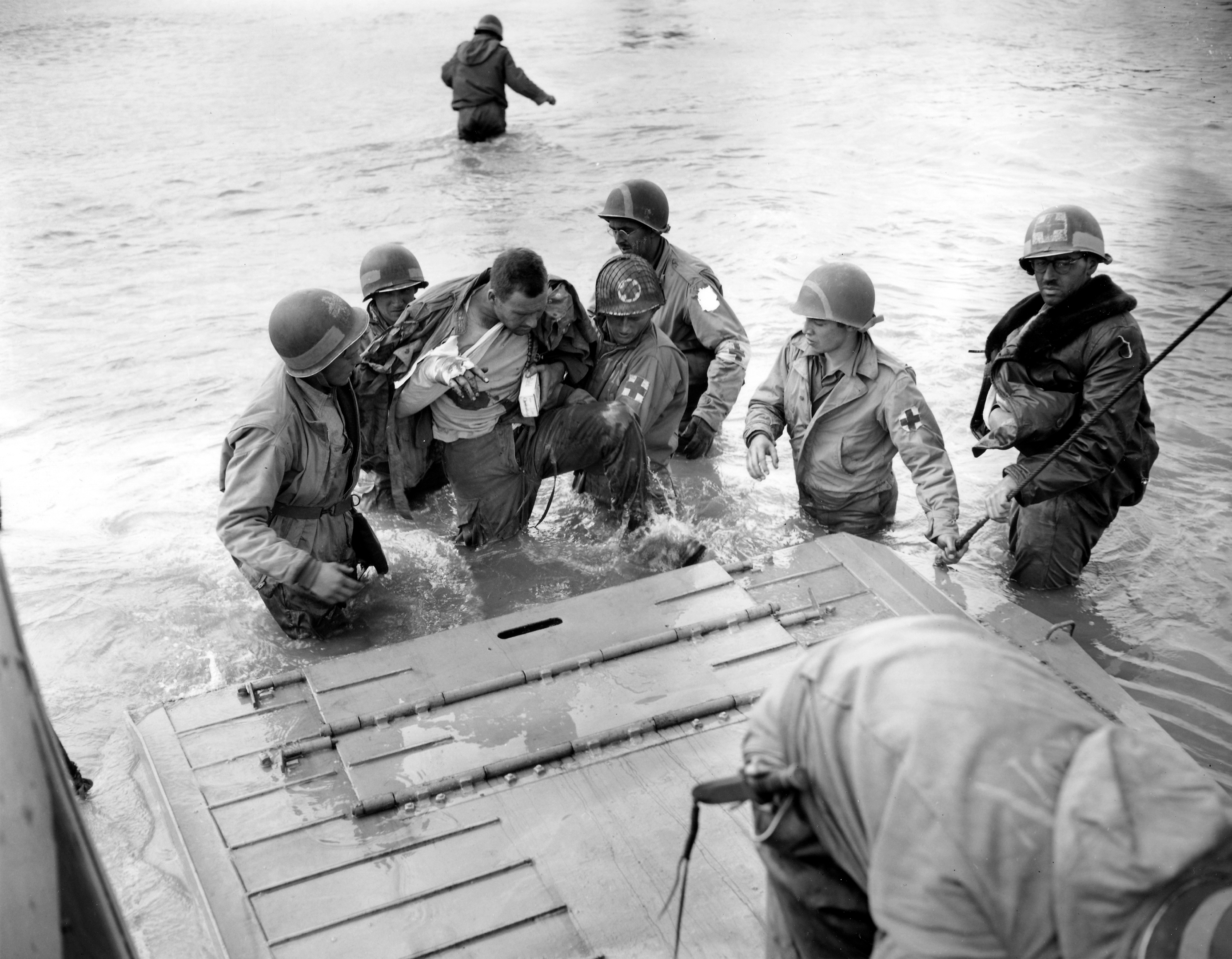
Desembarco de Normandía.

Su primera película fue un éxito de crítica, pero Engel y Orkin tuvieron dificultades para encontrar financiación para su siguiente película, Lovers and Lollipops, que finalmente se finalizó en 1956. Trata sobre una madre viuda que sale con un viejo amigo y cómo su hija pequeña complica su incipiente relación. Al igual que la primera, Lovers and Lollipops fue filmada con una cámara compacta de mano de 35 mm, con sonido doblado en postproducción.
A esto le siguió, dos años más tarde , Weddings and Babies, más centrada en los adultos, una película sobre un aspirante a fotógrafo de carácter autobiográfico . Esta fue la primera película  de 35 mm realizada con una cámara portátil equipada con sonido sincronizado. 
En 1961, Engel dirigió tres anuncios de televisión Al año siguiente realizó un cortometraje de media hora, The Dog Lover, sobre un comerciante cuya vida da un vuelco por el perro callejero que su hijo trae a casa. 
Hizo un cuarto largometraje en 1968  llamado I Need a Ride to California, que seguía a un grupo de jóvenes hippies en Greenwich Village . La postproducción quedó archivada hasta 1972, cuando finalmente se completó, pero no se estrenó durante su vida. Finalmente se estrenó en octubre de 2019 en el Museo de Arte Moderno (MoMA) de Nueva York y fue distribuida para visionado doméstico en marzo de 2021. 
En la década de 1980, Engel comenzó a tomar fotografías panorámicas de las calles de la ciudad de Nueva York.  Engel y Ruth Orkin permanecieron casados hasta la muerte de Orkin en 1985. En la década de 1990 volvió al cine, esta vez trabajando en vídeo . Completó dos largometrajes documentales: A Little Bit Pregnant en 1994 y Camellia en 1998, cada uno de los cuales gira en torno a un niño diferente de la familia Hartman. Primero, en Un poco embarazada, Engel se centró en las reacciones, la ansiedad y el asombro de León, de 8 años, ante el inminente nacimiento de su hermanita Camellia. Para la segunda película, dos años más tarde, Engel regresó con la misma familia, quien le dio un año de acceso a su hija Camellia, que ahora tiene 2 años, capturando su vida diaria y sus rutinas, y sus relaciones con su familia y otras personas. Ambas películas se proyectaron en proyecciones privadas, pero nunca alcanzaron la exhibición pública debido a que probablemente la familia Hartman  posee los derechos..
Engel murió  en 2005.

## Legado
El trabajo de Engel y Orkin ocupa una posición fundamental en la escena del cine  independiente de la década de 1950, e influyó en John Cassavetes, Martin Scorsese, Jim Jarmusch, Quentin Tarantino y François Truffaut,    y fue citado como ejemplo por el influyente teórico del cine Siegfried Kracauer . 
Al escribir en Cassavetes sobre Cassavetes, el biógrafo Raymond Carney dice que Cassavetes estaba familiarizado con el trabajo de los cineastas independientes con sede en Nueva York que lo precedieron y que estaba "particularmente aficionado" a las tres películas de Engel de la década de 1950. Carney escribe que "los comentaristas que consideran [a Cassavetes] como el 'primer independiente' sólo están mostrando su ignorancia de la historia del cine independiente estadounidense, que se remonta a principios de la década de 1950". 
Truffaut se inspiró en el estilo de producción espontánea ' Little Fugitive cuando creó Los 400 golpes (1959), diciendo mucho después: “Nuestra Nueva Ola nunca habría existido si no hubiera sido por el joven estadounidense Morris Engel, quien nos mostró el camino hacia la producción independiente con esta excelente película”. 

## Filmografía (completa)
- La granja que ganaron (cortometraje documental de 1951)
- Pequeño fugitivo (largometraje de 1953)
- Amantes y piruletas (largometraje de 1956)
- Bodas y bebés (largometraje de 1958)
- One Chase Manhattan Plaza (cortometraje documental de 1961)
- El amante de los perros (cortometraje de 1962)
- Las niñas tienen rizos bonitos (cortometraje documental de 1962)
- Necesito un viaje a California (largometraje de 1968) (estrenado en 2019)
- La paz es (cortometraje documental de 1968)
- Un poco embarazada (video documental de 1994)
- Camellia (video documental de 1998)
- Morris Engel Home Movies (varias fechas, documental corto) (estrenado en 2021)

## Exposiciones (selección)
- 4 de noviembre de 2011 – 25 de marzo de 2012 "La cámara radical: la liga fotográfica de Nueva York, 1936-1951" en el Museo Judío, Nueva York
- 20 de Agosto – 29 de agosto de 2005 Bodas y bebés de Morris Engel: recién conservados en el Museo de Arte Moderno de Nueva York

## enlaces externos
- Wikimedia Commons alberga una categoría multimedia sobre Morris Engel.
- Morris Engel en Internet Movie Database (en inglés).
- Morris Engel official website
- Collected films of Morris Engel on Blu-ray (Kino, 2021)
- Biografía y algunas fotos

- Datos: Q1948483
- Multimedia: Morris Engel / Q1948483